# Liste der Monuments historiques in Dambach-la-Ville
Die Liste der Monument historique in Dambach-la-Ville verzeichnet alle klassifizierten und eingetragenen Monuments historiques in der elsässischen Stadt Dambach-la-Ville.

## Liste der Bauwerke
| Bezeichnung              | Beschreibung | Standort                        | Kennzeichnung | Schutzstatus | Datum | Bild           |
| ------------------------ | --- | ------------------------------- | ------------- | ------------ | ----- | -------------- |
| Auberge de la Couronne   | Das Gebäude von 1685 entstand unter Einbeziehung eines älteren Baus aus dem Jahr 1569 für die Wirtsleute Thomas Zaepfel und Odile Schwend. Erstmals erwähnt wurde die Herberge allerdings schon 1635. Der dreigeschossige Fachwerkbau wurde über einem Erdgeschoss aus Stein errichtet. Ein hohes steiles Krüppelwalmdach deckt den Baukörper. Man betritt das Gebäude über eine Freitreppe im ersten Stock an einem Anbau. Auf der gegenüberliegenden Seite sitzt ein zweigeschossiger Erker. Der Saal im ersten Obergeschoss besitzt eine vertäfelte Decke. | 13, place du Marché (Lage)      | PA00084674    | Inscrit      | 1930  | weitere Bilder |
| Kapelle Notre-Dame       | Die Liebfrauenkapelle wurde 1454 erstmals erwähnt, das heutige Gebäude wurde laut einer Inschrift im Portal 1479 errichtet, der Kirchturm allerdings erst 1625. Im 17. Jahrhundert lebte hier ein Eremit. Seit 1802 ist die Kirche im Besitz derselben Familie. Die Kirch ist im Inneren teilweise ausgemalt. Die Decke ist mit einer gotischen Vertäfelung erhalten. Ebenfalls aus der Erbauungszeit erhalten sind die Terrakotta-Fliesen auf dem Fußboden des Kirchenschiffs. | Route de Blienschwiller (Lage)  | PA00084675    | Inscrit      | 1930  | weitere Bilder |
| Kapelle St-Jean-Baptiste | Die Johanneskapelle ist eine einfacher flachgedeckte Saalkirche mit eingezogenem Chor. Das kleine Gotteshaus wurde 1479 errichtet. Die modernen Buntglasfenster mit gotischen Spitzbögen besitzen noch das gotische Maßwerk. Auf der Giebelseite sitzt ein niedriges Portal mit Kielbogen und einem Okulus darüber. Auch in der Längsseite sitzt ein Portal mit Kielbogen. Darüber Inschrift. | Altenweiller (Lage)             | PA00084676    | Inscrit      | 1965  |                |
| Kirche St-Sébastien      | St-Sébastien wurde 1285 erbaut und war bis 1489 Pfarrkirche des untergegangenen Dorfes Oberkirch. Im 14. Jahrhundert wurde Dambach zur Stadt erhoben und die Kirche musste aufgrund des Bevölkerungswachstums erweitert werden. Während der Französischen Revolution wurde die Kirche konfisziert, doch die Bürger der Stadt sammelten Geld und erwarben die Kapelle zurück. Bis heute ist die Kirche im Besitz von 32 Dambacher Familien. Die ältesten Teile der Kirche stammen noch aus dem 12. Jahrhundert. Von ihr ist nur der quadratische Westturm und das anschließende Mauerstück mit der Rundbogenpforte im Süden erhalten. Das romanische Kirchenschiff wurde im 14. Jahrhundert umgebaut und im Osten ein gotischer Chor angebaut, der das Kirchenschiff leicht überragt. Der flachgedeckte Saal mit Holzbalkendecke endet in einem gotischen Chor mit ⅝-Schluss. | westlich der Stadt (Lage)       | PA00084677    | Classé       | 1921  | weitere Bilder |
| Burg Bernstein           | Die Burg wurde im 12. oder 13. Jahrhundert von den Fragen von Egisheim-Dagsburg auf einem Granitfelsen errichtet. Erstmals erwähnt wurde sie allerdings schon 1009. Im 13. Jahrhundert ging die Burg an die Bischöfe von Straßburg und wurde Sitz der bischöflichen Vogtei. 1580 wurde diese nach Benfeld verlegt und die Burg war fortan ungenutzt. 1632 wurde die Anlage im Dreißigjährigen Krieg geplündert und während der Französischen Revolution dann weitgehend zerstört. Die Unterburg wurde auf dem östlichen Teil des Felsens erbaut. Hier stehen der im 15. Jahrhundert errichtete Torturm und mehrere kaum erhaltenen Gebäude. Weithin sichtbar ist der zirka 16 Meter hohe, fünfeckige Bergfried in der westlichen Oberburg. Östlich davon befindet sich der zweigeschossige Palas und der Kapellenturm mit der Burgkapelle Sankt Margareta.                   | Schlossberg (Lage)              | PA00084678    | Inscrit      | 1932  | weitere Bilder |
| Stockbrunnen             | Der auch Bärenbrunnen genannte Brunnen besteht aus einem oktogonalen Brunnenbecken, in dem eine gewundene und gerändelte Säule steht. Auf dieser sitzt ein Bär mit einer Geldbörse. Entstanden ist der Brunnen 1542. | Place du Marché (Lage)          | PA00084679    | Inscrit      | 1930  | weitere Bilder |
| Stadtbefestigung         | Die Stadt gehörte im 12. Jahrhundert den Grafen von Eguisheim, ab 1227 dann den Bischöfen von Straßburg. Eine einfache Stadtmauer hatte der Ort schon im 12. Jahrhundert. Im 14. Jahrhundert wurde diese stark ausgebaut. Erhalten haben sich Reste der Stadtmauer, aber auch einige Stadttore, wie das Untertor (Ebersheimer Tor) aus dem Jahr 1323, das Grendeltor (Blienschwillerer Tor) aus dem Jahr 1335 und das Neutor (Dieffenthaler Tor) aus dem 15. Jahrhundert. Erbaut wurden Stadtmauer und Tortürme aus Granit und Sandstein, teilweise grob behauen und mit gotischen Spitzbögen. | (Lage)                          | PA00084680    | Inscrit      | 1930  | weitere Bilder |
| Rathaus                  | Das Rathaus ist ein giebelständiger zweigeschossiger Putzbau mit hohen Stufengiebeln. Obwohl erst 1547 erbaut, ist das Gebäude noch deutlich von der Gotik inspiriert. Man betritt das Rathaus über eine hohe Freitreppe in der mittleren der fünf Achsen auf der Giebelseite. Das Portal wird von Pilastern gebildet, die ein Gebälk mit geschwungenem Giebel tragen. Über dem Giebelfußsims sitzt zentral ein Feld mit Dreiecksgiebel und spielenden Bären. Ein Giebelreiter mit Maßwerk thront über dem Eingangsgiebel. | 11, place du Marché (Lage)      | PA00084681    | Inscrit      | 1930  | weitere Bilder |
| Wohnhaus                 | Das 1706 erbaute Fachwerkhaus war eine Bäckerei. In einen Eckposten wurde eine Brezel geschnitzt - das Zunftzeichen der Bäcker - sowie die Initialen AM MA. Später war das Gebäude Weingut mit einem Weinkeller und einer Kelter. Während das ebenerdige Kellergeschoss und der erste Stock in Stein erbaut wurden, sind zweites Obergeschoss und Giebelbereich in Fachwerkbauweise errichtet worden. | 4, rue de l’Église (Lage)       | PA00084682    | Inscrit      | 1930  | weitere Bilder |
| Wohn- und Geschäftshaus  | Das alte Bäckerhaus wurde wohl bereits im 16. Jahrhundert erbaut, aber erst 1636 oder 1666 entstand es in seiner heutigen Fassung. An einem Fenster findet sich die Brezel als Bäckeremblem und die Initialen BS. Der zweigeschossige Bau mit Krüppelwalmdach wurde über einem Erdgeschoss aus Stein in Fachwerkbauweise errichtet. | 8, place du Marché (Lage)       | PA00084683    | Inscrit      | 1930  | weitere Bilder |
| Haus Sermonnet           | Das ungewöhnlich schmale und lange Gebäude wurde 1686 für den Schuhmacher Alexandre Sermonnet errichtet. Der dreigeschossige Putzbau wurde im obersten Geschoss und im weit auskragenden Giebelbereich mit Fachwerk errichtet. An der Fassade führt eine Treppe zu einem Tor mit Segmentbogen. Dort ist heute ein Restaurant untergebracht. Die Tür im Erdgeschoss wird über eine Treppe betreten, in der benachbarten Achse sitzt ein Rundbogenfenster. Die übrigen Fenster des Hauses sind hochrechteckig ausgeführt, die Fensterpfosten mit Schnitzwerk aufgewertet. | 12, place du Marché (Lage)      | PA00084684    | Classé       | 1937  | weitere Bilder |
| Wohnhaus                 | Das gotische Gebäude wurde wohl um 1500 erbaut und 1599 vom Zimmermann Georges Strub um ein Geschoss und einen Erker erweitert. Im Erker findet sich die Jahreszahl 1599 und das Symbol eines Müllers. 1699 war das Haus im Besitz des Winzers G. Burrus. Das Wohnhaus wurde über einem hohen Erdgeschoss aus Stein in Fachwerkbauweise errichtet. Es wird von einem steilen Krüppelwalmdach gedeckt. Die beiden Obergeschosse kragen leicht aus. In der Straßenfassade sitzt eine zweigeschossige Auslucht aus Fachwerk über einem steinernen Sockel. In der oberen Fensterbrüstung reiches Schnitzwerk. | 53, rue du Maréchal-Foch (Lage) | PA00084685    | Inscrit      | 1930  | weitere Bilder |
| Wohnhaus                 | Das Gebäude wurde um 1500 erbaut und 1599 und von dem Zimmermann Georg Strub um ein Geschoss und einen Erker erweitert. Im Erker findet sich die Jahreszahl 1599 und das Symbol eines Müllers. 1699 war das Haus im Besitz des Winzers G. Burrus. Das dreigeschossige Wohnhaus wurde über einem hohen Erdgeschoss aus Stein in Fachwerkbauweise errichtet und von einem steilen Krüppelwalmdach gedeckt. In der Straßenfassade sitzt eine zweigeschossige Auslucht mit reichem Schnitzwerk in der oberen Fensterbrüstung. | 55 rue du Maréchal-Foch (Lage)  | PA00084686    | Inscrit      | 1930  | weitere Bilder |
| Wohnhaus                 | Das Gebäude wurde 1588 von Georg Strub erbaut. Der zweigeschossige giebelständige Fachwerkbau wurde über einem steinernen Erdgeschoss errichtet. Der zweigeschossige Giebelbereich ist im unteren Teil leicht zurückgesetzt. Dort sitzt eine Galerie mit Holzbalustrade und geschnitzten Pfosten. Auf einer Längsseite sitzt ein Fachwerkerker. | 82, rue du Maréchal-Foch (Lage) | PA00084687    | Inscrit      | 1930  | weitere Bilder |
| Wohnhaus                 | Das Wohngebäude wurde 1599 errichtet. Die Scheune stammt aus dem Jahr 1704. Zwei überdachte Galerien mit Holzbalustraden bestimmen die Giebelseite. | 5, rue des Ours (Lage)          | PA00084688    | Inscrit      | 1934  | weitere Bilder |
| Wohnhaus                 | Das Wohnhaus wurde nach einer Inschrift in einem Fenstersturz 1561 erbaut. 1606 bekam das Gebäude einen Erker mit Konsole. Unter dem Krüppelwalmdach sitzt ein überdachter Balkon. | 2, rue des Tonneliers (Lage)    | PA00084689    | Inscrit      | 1930  | weitere Bilder |
| Wohnhäuser               | Der quadratische Gebäudekomplex besteht aus drei Häusern, von denen das älteste vermutlich aus dem 15. oder 16. Jahrhundert stammt. Ein weiteres Gebäude stammt aus dem Jahr 1624 und wurde 1739 umgebaut. Das dritte Gebäude stammt wohl aus dem 18. oder 19. Jahrhundert. Hier findet sich ein Symbol für einen Küfer. | 16, rue Saint-Sébastien (Lage)  | PA67000029    | Inscrit      | 1999  | weitere Bilder |

## Liste der Objekte
| Bezeichnung                        | Beschreibung | Standort                          | Kennzeichnung | Schutzstatus | Datum | Bild           |
| ---------------------------------- | --- | --------------------------------- | ------------- | ------------ | ----- | -------------- |
| Pietà                              | Holz, farbig gefasst, versilbert und vergoldet, um 1480                                                                    | in der Kapelle Notre-Dame (Lage)  | PM67001221    | Inscrit      | 1997  |                |
| Weihwasserbecken                   | Sandstein, um 1480 | in der Kapelle Notre-Dame (Lage)  | PM67001222    | Inscrit      | 1997  |                |
| Skulptur Heilige Barbara           | Lindenholz, um 1520 | in der Kirche St-Sébastien (Lage) | PM67000857    | Classé       | 1999  |                |
| Skulptur Madonna mit Kind          | Lindenholz, um 1520; Original im Museum Unterlinden                                                                        | in der Kirche St-Sébastien (Lage) | PM67000854    | Classé       | 1999  | weitere Bilder |
| Hochaltar                          | Altartisch, Tabernakel, Retabel und Skulpturen; Linden- und Birnenholz, 1690 bis 1692 von Clemens und Philipp Winterhalder | in der Kirche St-Sébastien (Lage) | PM67000045    | Classé       | 1979  | weitere Bilder |
| Skulptur Heilige Magdalena         | Lindenholz, um 1520 | in der Kirche St-Sébastien (Lage) | PM67000856    | Classé       | 1999  |                |
| Statuenreliquar Heiliger Sebastian | Holz, farbig gefasst und vergoldet, 17. Jahrhundert                                                                        | in der Kirche St-Sébastien (Lage) | PM67000855    | Classé       | 1999  | weitere Bilder |
| Acht Wandleuchter                  | Holz, farbig gefasst, um 1700, den Brüdern Winterhalder zugeschrieben                                                      | in der Kirche St-Sébastien (Lage) | PM67000858    | Classé       | 1999  |                |